# Slagslunde Musikfestival
Slagslunde Musikfestival er en årlig musikfestival ved Slagslunde gadekær, hvor "byens sønner" optræder på Store scene med alt fra folkemusik til rock. Musikfestivalen finder sted hvert år den anden lørdag i august.

## Festivalen
Siden 1978 har frivillige arrangører, unge som gamle, alle med rødder i landsbyen, hvert år stået for at stable den hyggelige festival på benene. Musikere og arrangører arbejder naturligvis stadig gratis, lønnet med mad, øl og vand på dagen.

## Historien bag
Festivalens grundlægger, jazzbandet Medaljens Bagside, blev dannet på en høstfest i Karl Bahara's lade og kom rigtigt i gang i 1978. Allerede i1979 foranstaltede Medaljen den første Mini-musikfestival på forten i Slagslunde. 
Formålet var at give nystartede bands mulighed for at spille for et publikum og at sørge for en hyggelig dag for Slagslunde og omegn's beboere. 
Som i dag arbejdede alle gratis. Musikerne fik to pølser med brød og to øl/vand for at optræde, og overskuddet gik til lokale og kulturelle formål, der ikke naturligt var berettiget til offentlig støtte.

## Festivalspladsen
Slagslunde Musikfestival finder sted ved det idylliske lille gadekær i Slagslunde. Som i andre landsbyer havde gadekæret i gamle dage en vigtig funktion, som gadestævne. Her blev byens kreaturer vandet om morgenen, før de kom på græs og om aftenen, når de kom hjem fra marken. Gadekæret var også en vigtig vandreserve i tilfælde af ildebrand.
Ved gadekæret i Slagslunde er der en åben plads, forten, som fandtes i næsten alle landsbyer. Arealet er afmærket på et (udskiftnings)kort over Slagslunde by fra 1779.
Forten var byens fælles areal. Her samledes byens dyr før de kom på græs. Børn, der gik på Rytterskolen tæt ved, anvendte området til boldspil og gymnastik. I en periode var der opstillet ribber og en balancebom, der anvendtes i undervisningen.
Området har i mange år været administreret af menighedsrådet for Slagslunde Kirke. Det blev afgræsset af præstegårdsforpagterens dyr. I dag bruges det blandt andet til Slagslunde Musikfestival.
På forten i Slagslunde står en gammel ahorn (Acer pseudoplatanus). Omkring stammen ligger der nogle store sten, som forhindrer jorden i at skride ned mod Rytterskolen. Der vides ikke, om disse sten har været anvendt som bystævne.
Stenløse lokalarkiv (Webside ikke længere tilgængelig)